# Peter Müller (Fußballspieler, 1969)
Peter Müller (* 15. Dezember 1969) ist ein deutscher Fußballspieler. In der Saison 1991/92 bestritt er in der Bundesliga für den 1. FC Köln zwei Spiele. In den beiden darauf folgenden Saisons spielte er für den Zweitligisten FC 08 Homburg. Dort erzielte er in 40 Spielen drei Tore.

## Vereine
- Post SV Nürnberg
- SG Quelle Fürth
- 1. FC Köln (Amateure)
- bis 1991 Racing Mechelen
- 1991–1992 1. FC Köln
- 1992–1994 FC 08 Homburg
- Bonner SC

## Statistik
- Bundesliga
2 Spiele 1. FC Köln

- 2. Bundesliga
40 Spiele; 3 Tore FC Homburg

| Personendaten    | Personendaten            |
| ---------------- | ------------------------ |
| NAME             | Müller, Peter            |
| KURZBESCHREIBUNG | deutscher Fußballspieler |
| GEBURTSDATUM     | 15. Dezember 1969        |